# UROVESA
UROVESA est une entreprise de construction de véhicules utilitaires espagnole fondée en 1981 dont le siège est à Saint-Jacques de Compostelle.

## Gamme civile

### Voitures
- Vamtac S3

### Camions
- K3-24.14&16
- K5-25.14&16
- K5-30.14&16

## Gamme militaire
- URO VAMTAC S2
- URO VAMTAC  S3
- URO VAMTAC St5
- URO VAMTAC  St5-bn3 OTAN/NATO (blindage niveau 3)
- URO VAMTAC C-K9.5
- URO VAMTAC SK

## Gamme industrielle
L'entreprise succursale de UROVESA, UROMAC s'occupe de la fabrication de machinerie industrielle ainsi que de produits ferroviaires.

## Galerie d'images

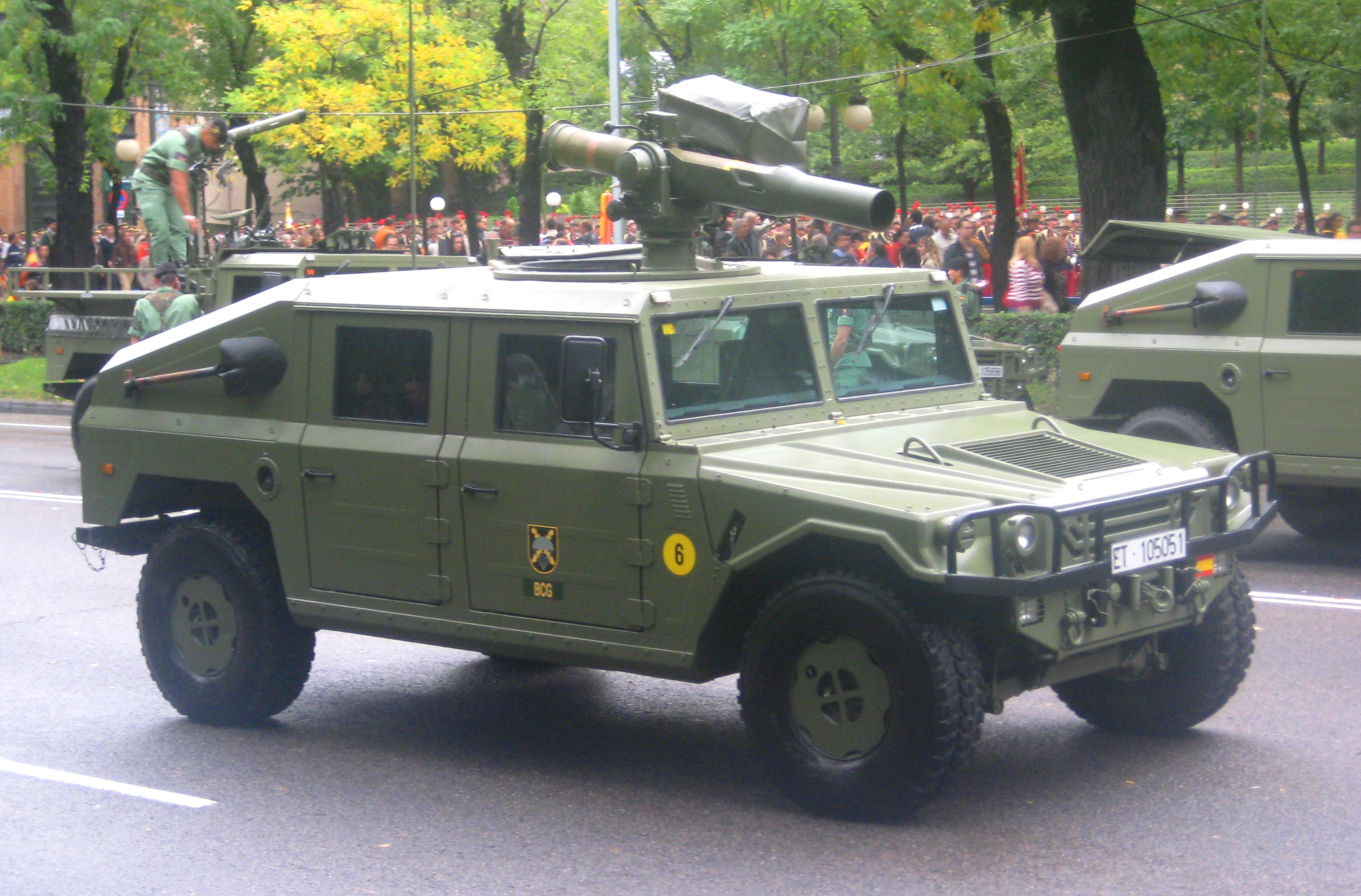
Un URO VAMTAC de la BRIPAC avec un lance-missiles BGM-71 TOW 2A.
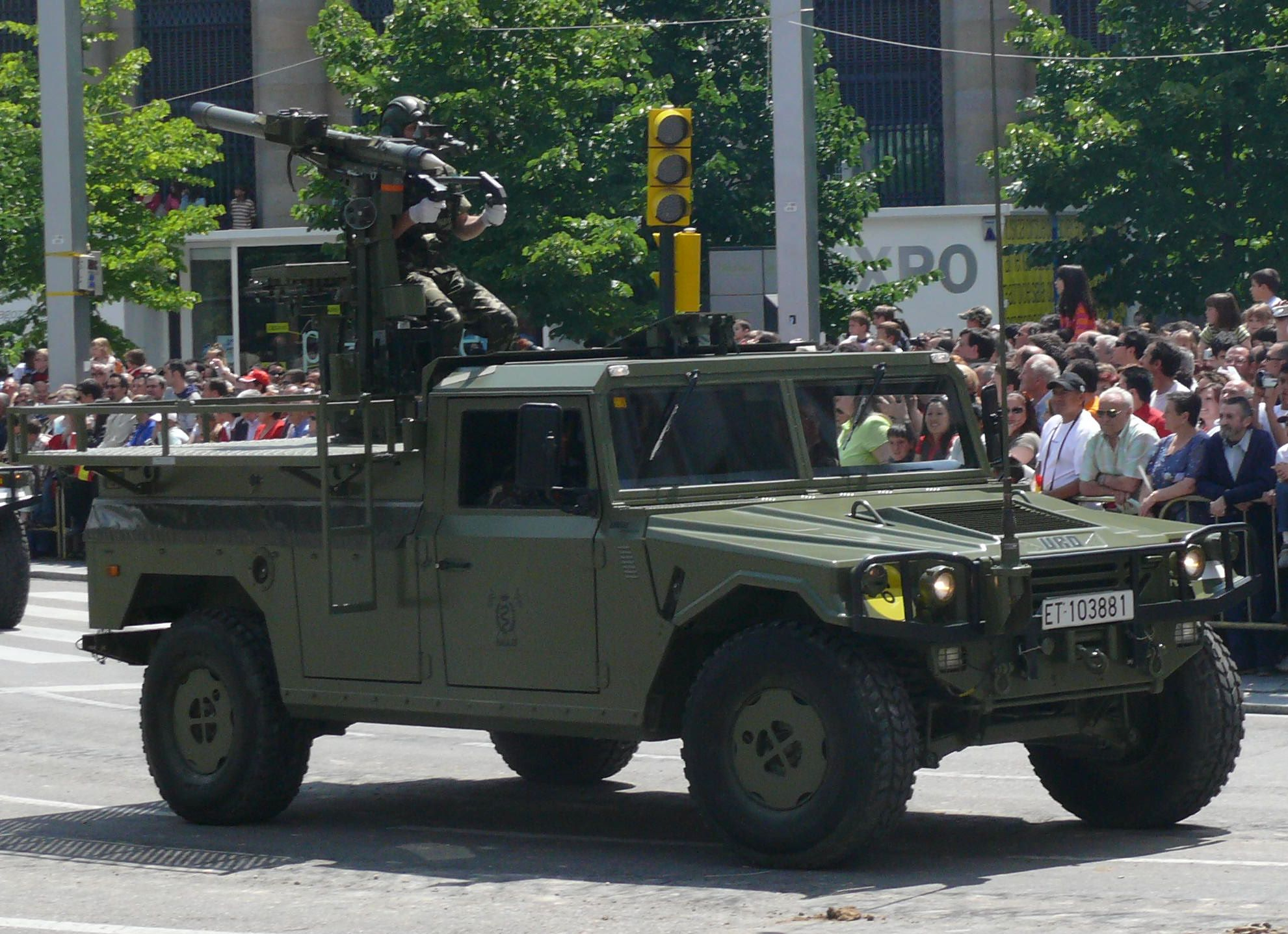
URO VAMTAC avec un lance-missiles sol-air Mistral
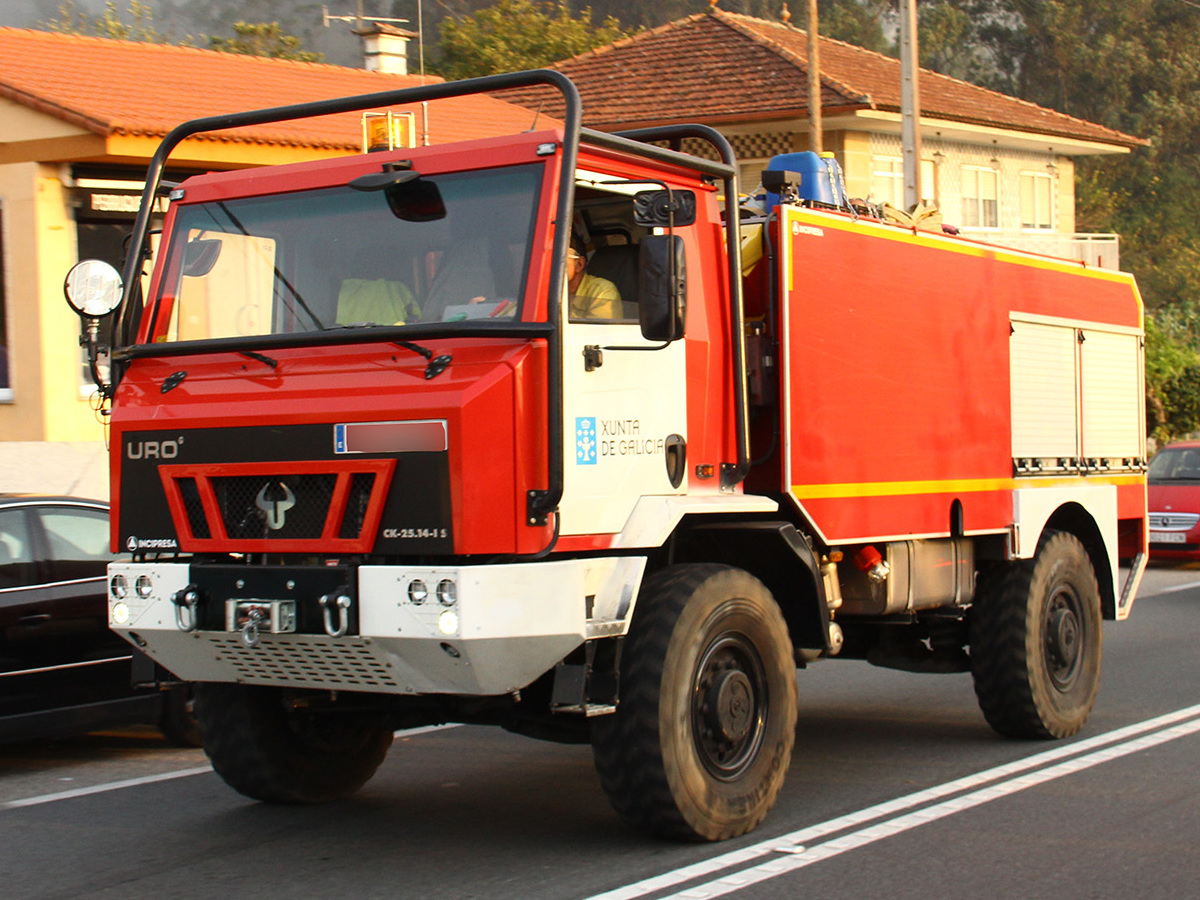
Camion servant à la lutte contre les feux de forêt
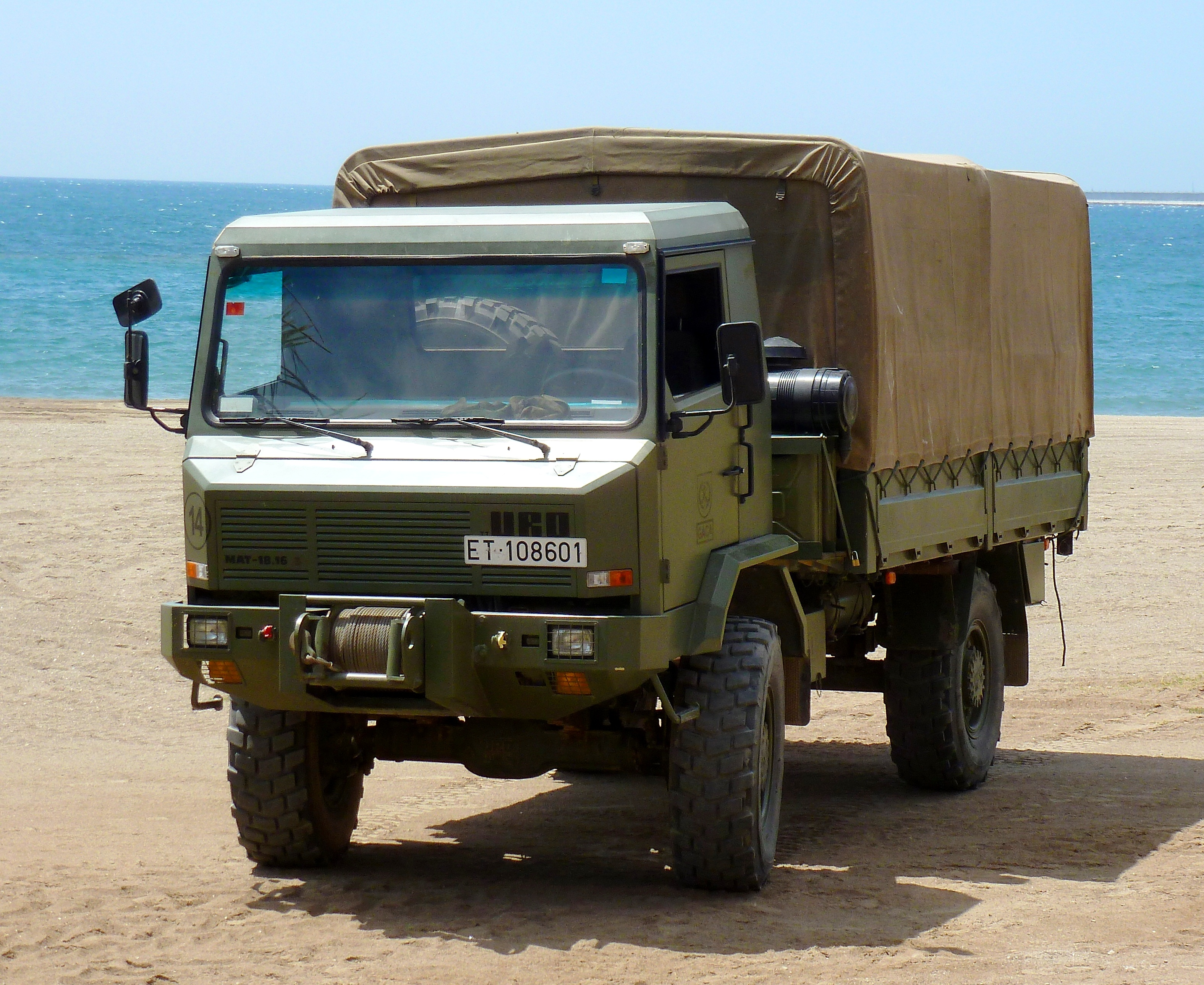
URO MAT-18.16 de l'armée espagnole.
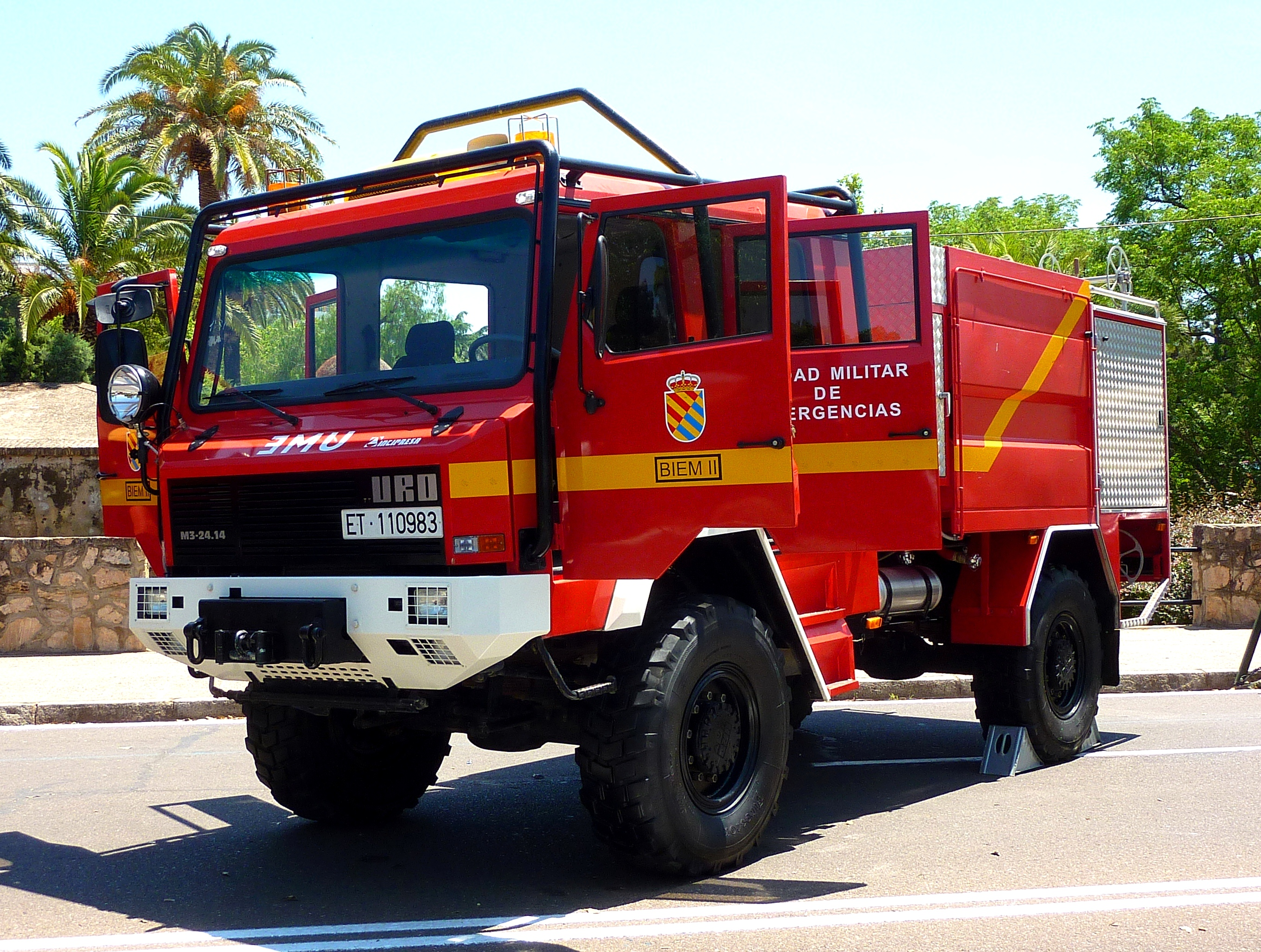
Fourgon d'incendie BFP 40-106 J-1884 sur un URO M3-24.14 de l'armée espagnole.
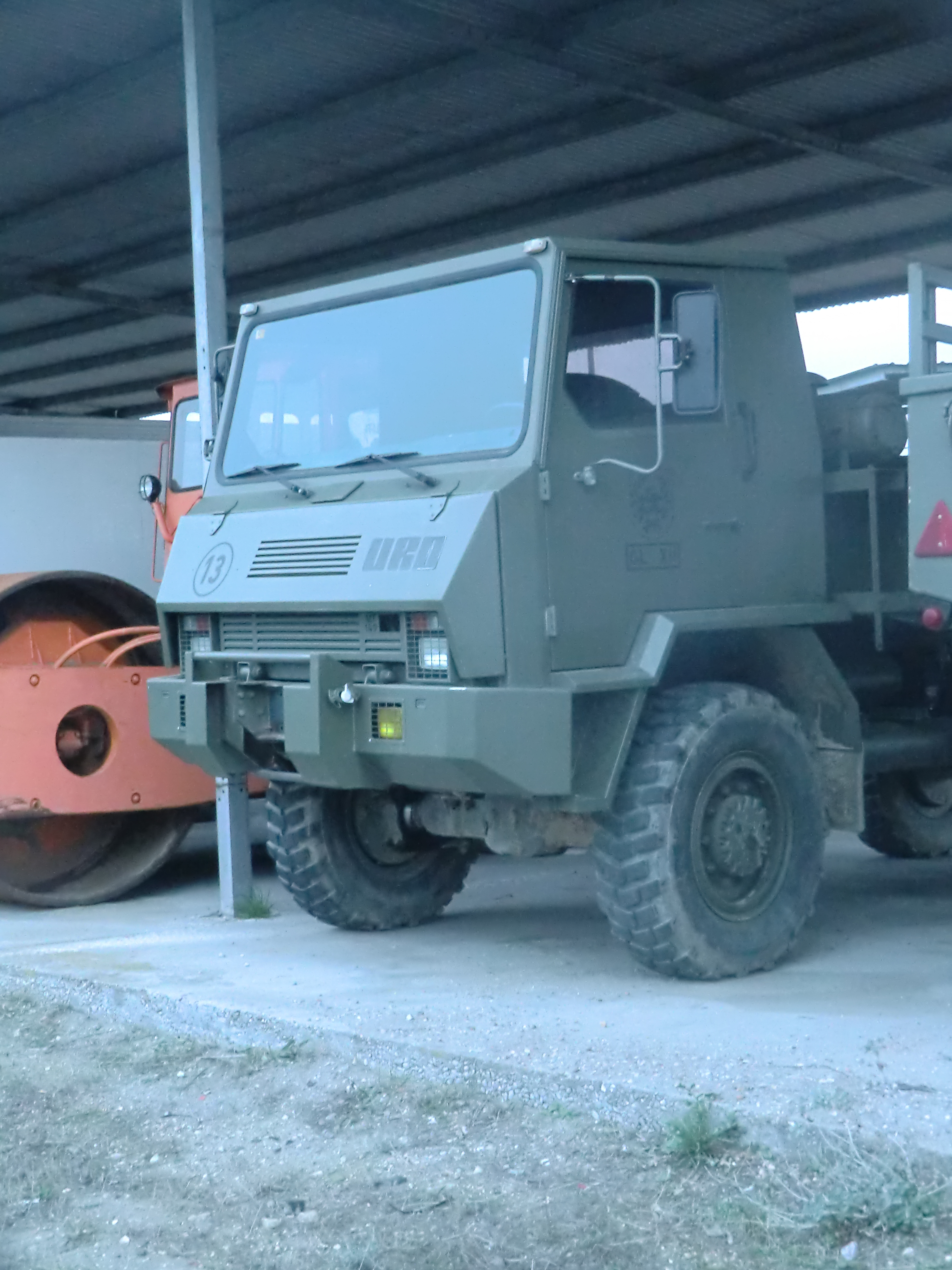
URO MAT-149
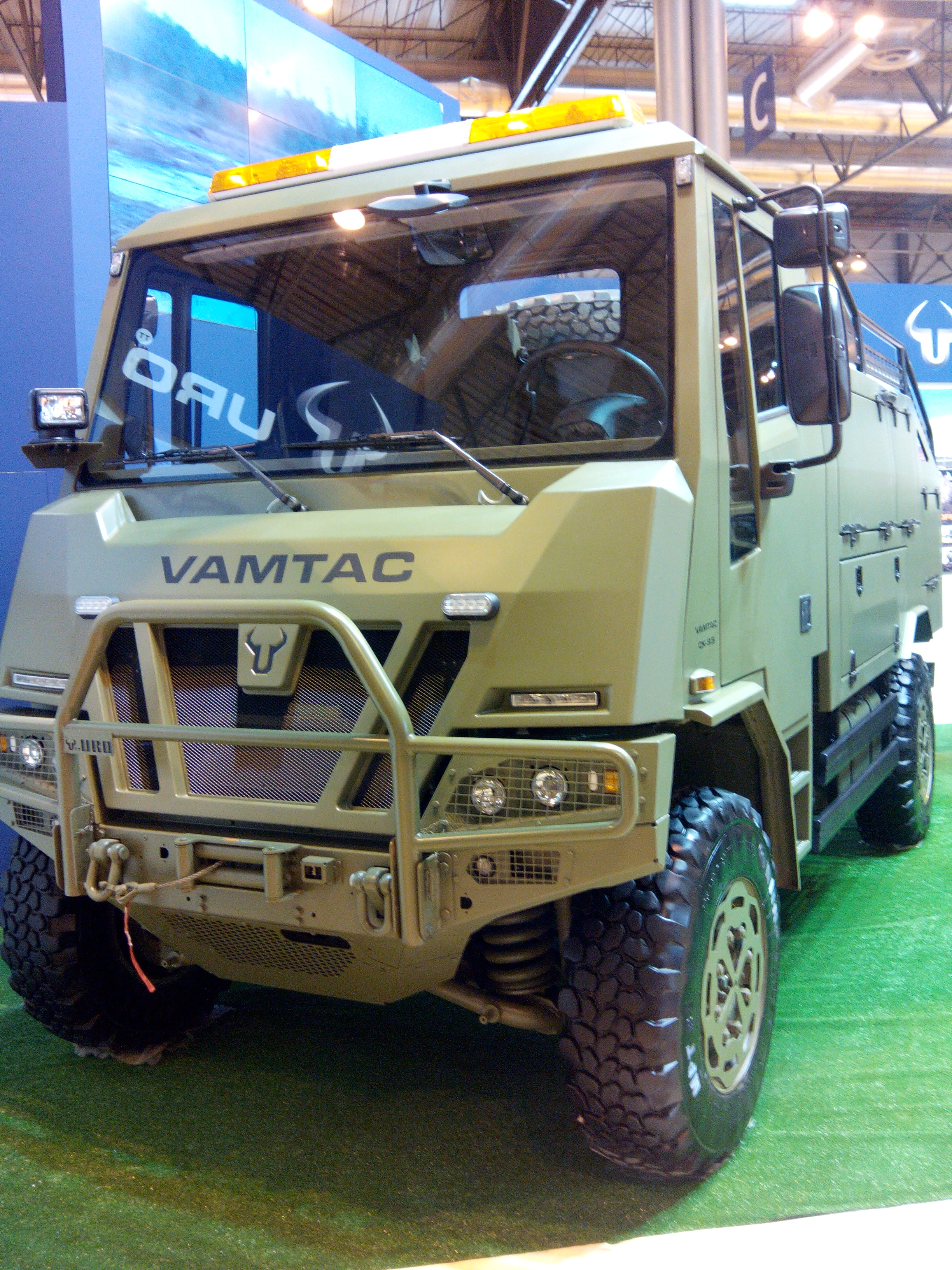
URO VAMTAC SK, ici le SK95